# Heliga ligan (Medelhavet)

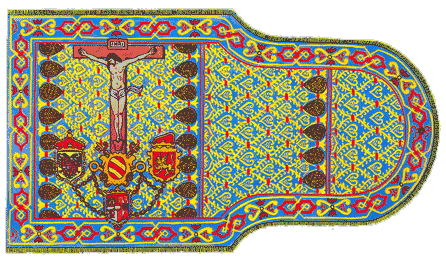
Heliga ligans baner.

Heliga ligan var en kristen allians mellan huvuddelen av de sjöfarande katolska nationerna runt Medelhavet. Den grundades 1571 på initiativ av påven Pius V och dess syfte var att begränsa osmanernas dominans i Medelhavet.
Medlemmarna var Kyrkostaten, de habsburgska staterna i Spanien, Neapel och Sicilien, Republiken Venedig, Republiken Genua, Storhertigdömet Toscana, hertigdömena av Savojen, Parma och Urbino och riddarna av Malta. Man tillfrågade även Frankrike, England, Portugal och tysk-romerska riket men inget av dessa förenade sig med ligan. Frankrike ville inte nedlåta sig till allians med ärkefienden Spanien och dessutom hade man ett fredsfördrag med Istanbul. Englands argument mot alliansen var liknande då man vägrade alliera sig med den spanska kungen. Tysk-romerska riket avböjde eftersom man nyligen hade slutit fred med osmanerna och man var allt annat än angelägen att återigen bryta den. Portugal var starkt engagerat i sin egen marockanska kampanj och dess pågående konfrontationer till havs med osmanerna i Röda havet och Indiska oceanen och hade därför inga krafter över.
Att man misslyckandes med att formera en allians bestående av alla kristna stormakter visar hur spända relationerna bland de europeiska staterna var. Det visar sig också bland ligans medlemsstater efter segern vid Lepanto, då man inte kunde dra nytta av den. 

## Lepanto

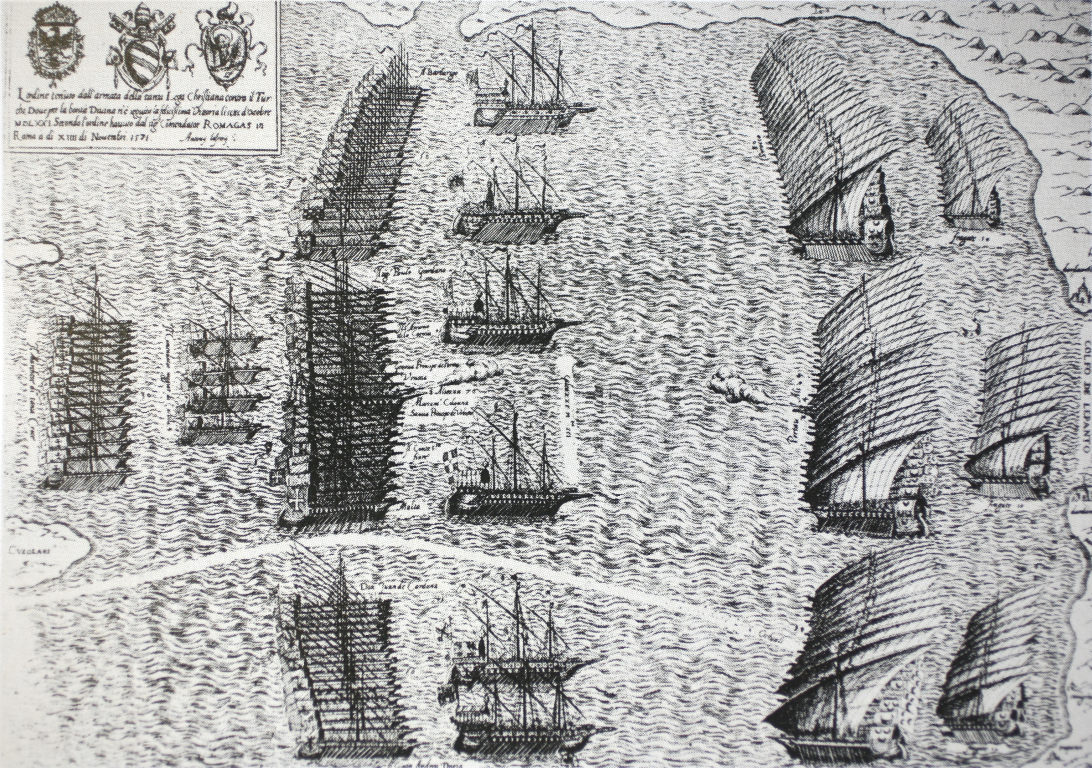
Slaget vid Lepanto 1571.

Heliga ligans flotta seglade mot Messina i förhoppning om att kunna rädda Famagusta från erövring. Den 14 augusti 1571 nådde man Neapel där man, efter långa diskussioner, utsåg Don Juan de Austria att föra befäl över flottan. Senare seglade man vidare till Messina och Viscando. Vid Viscando fick man nyheter om att den sista, på Cypern belägna, venetianska kolonin Famgustas fallit efter osmanernas belägring. Flottan seglade till Kefalinia och därifrån vidare tills man den 6 oktober nådde Patrasbukten. Här stötte man på den fientliga osmanska flottan. Ingen av amiralerna skydde konfrontationen då odmanerna hade tydliga order om att anfalla den fientliga flottan och Don Juan inte ville äventyra sin integritet inom Ligan. Slaget räknas som det sista av de stora sjöslagen där det streds med skepp som drevs av åror. Sammanlagt deltog över 500 skepp och 50 000 man. Heliga ligan kunde avgöra slaget till sin fördel då man förstörde nästintill hela den osmanska flottan och kom undan med ringa förluster. Detta borde gett de kristna staterna övertaget i Medelhavet men de misslyckades grundligt då rivaliteten mellan ligans stater var alldeles för stor. Venedig slöt en separat fred med osmanerna som var ytterst motstridig det som Heliga ligan stod för. I fredsfördraget erkändes Cypern som osmanskt och Venedig tvingades betala ett skadestånd till Istanbul på 300 000 dukater (ca 19 miljoner kronor). Osmanerna hade redan inom ett år byggt upp en ny flotta som var likvärdig den som besegrats vid Lepanto. Men man ville ändå undvika att upprepa förlusten vid Lepanto och osmanerna koncentrerade sig därför på att stärka sin makt i Medelhavets östra del medan de  kristna staterna fick göra upp om den västra delen. Ligan upplöstes 1573.

## Medlemmar

### Venedig
Cypern var en stor och välbärgad ö som hade befunnit sig under Venedigs styre sedan 1489. Den var ytterst värdefull för republiken då den hade en lukrativ socker- och bomullsproduktion. Dessutom utgjorde öns position en strategiskt viktig ställning då man kunde kontrollera handelsvägarna till Levanten. Detta gjorde ön väldigt eftertraktad i osmanernas ögon och den 27 juni 1570 inleddes invasionen av Cypern. Till följd av detta började Venedig leta efter möjliga allierade och slutligen lyckades man med hjälp av påvens ansträngningar att organisera Heliga ligan. 

### Spanien

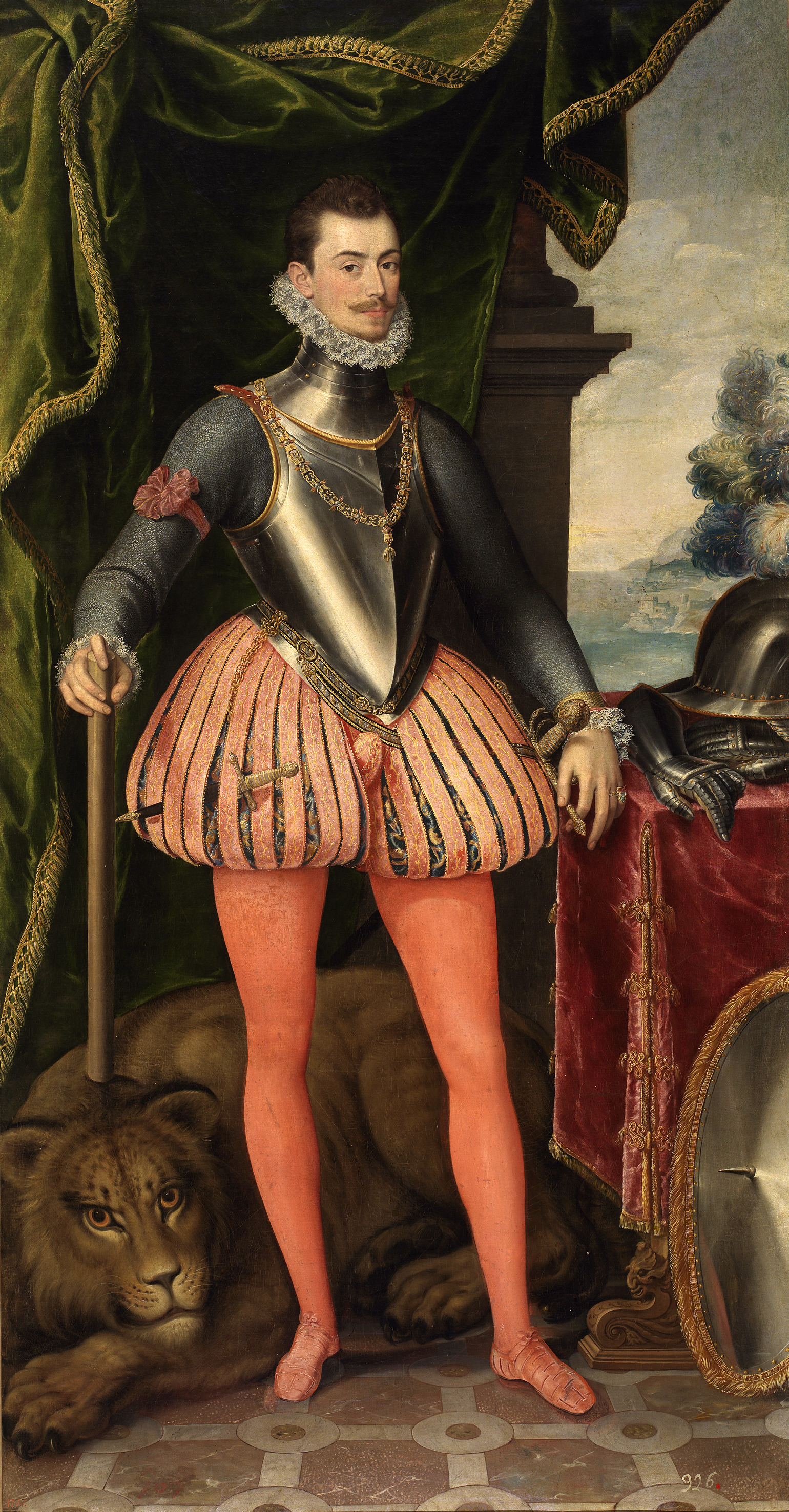
Don Juan d'Austria

Spanien hade redan under Filip II:s far, Karl V, fört krig mot osmanerna. Men Filip II ville koncentrera sin flotta mot de muslimska staterna i norra Afrika istället för att ingå i heliga ligan och därmed vara tvungen att avsätta skepp för att undsätta den venetianska ön Cypern. Dessutom hade Venedig vägrat att skicka förstärkningar till Malta då det belägrades av  osmanerna. Det var endast med hjälp av påvens skickliga medling som Spanien kunde övertygas att delta i den heliga ligan.       

### Malteserorden
Orden hade redan innan den kom till Malta, bekämpat nordafrikanska kapare och terroriserat den osmanska sjöfarten, och fortsatte med detta även efter det att man inrättat sig på Malta. Dessutom hade man deltagit i Karl V:s expeditioner till Algeriet och Tunisien där man också hade stridit mot turkarna. Orden kom därför att än en gång ställas inför osmanerna, vars trupper ledda av Mustafa Pascha invaderade ön 1565, dels för att stoppa ordensriddarnas härjningar, dels för att få en bas för en möjlig invasion av Italien. Ordensriddarna lyckades efter hårda strider slå tillbaka invasionen och återgick därefter till sina strider mot de nordafrikanska kaparna samt anslöt sig till Heliga ligan för att delta i slaget vid Lepanto.

### Genua
Genua var precis som Spanien allt annat än vänligt ställt till rivalen Venedig. Men det enorma bankväsendet i staten hade lånat stora summor pengar till kung Filip II då Spanien hade något av en finanskris 1557 och man ville därför inte att dessa skulle gå förlorade genom en spansk förlust vid ett sjöslag. Därtill ville man inte missa chansen att eliminera det osmanska hotet i Medelhavet. 

## Olika analyser av slaget vid Lepanto
Vissa historiker har kritiserat den allmänna analysen av slaget vid Lepanto. De har hävdat att turkarna ville utnyttja den sköra kristna alliansen för att eliminera båda flottorna i ett stort slag. Om den analysen skulle stämma så skulle turkarnas strategi också sett annorlunda ut. Om territoriell erövring i själva verket var deras primära mål, som det ofta hävdas, så borde de bara behövt hindra försök att undsätta Famagusta, som vid hösten 1570 var det den enda venetianska positionen på Cypern, och undvika en stor konfrontation med den kristna flottan. Oförmögna som de var, att tillfoga osmanerna en snabb förlust för att försäkra en mer fördelaktig fred, skulle venetianarna, som de gjorde år 1539, tappa tålamodet hos sina allierade. Under den allvarliga ekonomiska pressen och deras tillgång till kryddexporten blockerad så beslutade sig Venedig för en separat fred. 
Trots allt så var det inte det turkarna gjorde. De skickade sin flotta västerut och stannade till snabbt vid belägringen av Famagusta för att släppa av förstärkningar och seglade sedan vidare. Flottans kommendörkapten Ali Pasha hade dessutom fått tydliga order av Sultan Selim II att anfalla den kristna flottan om de skulle träffa på den.
Även oddsen för en osmansk vinst var ganska goda. Slaget var trots allt mycket jämnt och man hade inte räknat med de venetianska galeaserna. Dessutom befann sig 70-90 procent av de i Medelhavet aktiva galärerna på plats. En osmansk vinst hade säkerställt den turkiska sjöfarten i Medelhavet. Dessutom hade man därmed eliminerat alla hinder som stod mellan Venedig och det Osmanska riket. Man hade även kunnat göra ett nytt försök att belägra Malta utan att behöva oroa sig för en undsättning av den spanska flottan.